# 九二式五屯牽引車
九二式五屯牽引車 イケ（きゅうにしきごとんけんいんしゃ イケ）は、大日本帝国陸軍が1933年（昭和8年）に仮制式した砲兵用牽引自動車である。初期にはガソリンエンジンを搭載した甲型が生産され、後期からはディーゼルエンジンを搭載した乙型が生産された。牽引能力は約5tである。

## 概要
用途は主に九二式十糎加農砲の牽引を行うものとされた。本車は、これより以前に日本陸軍が採用していた三屯牽引車（五十馬力牽引自動車）を代替するものとして開発されている。開発にあたって求められた能力は能力の増大と低コスト化であった。
審査方針は1931年（昭和6年）3月に決定され、5月に大綱の設計がまとまった。こののち、細部の設計と製作を自動車工業株式会社（石川島自動車製作所）が担当した。1931年（昭和6年）11月に試作車輛が完成した。

### 陸軍技術本部における審査と改良
この車輛は富士裾野と関東の各地方に運ばれ、各種地形での竣工試験を行った。構造は堅牢で運行能力は十分であり、成績は概ね良好だった。ただし重心位置が後方に偏っていることが問題であり、また重量が5,114kgに達し軽量化が必要とされた。これに基づいて一部の設計を変更、1932年（昭和7年）3月に試作車輛の修正を完了した。4月には陸軍野戦砲兵学校で実用試験を委託している。同月、陸軍兵器本廠から12輌の発注がおこなわれ、新型のスミダD6A型発動機を搭載した車輛の製造に着手した。本車は自重が4.6tと大幅に軽量化され、重心が前方へ移されているなど従来の欠点を除去したもので、ほぼ実用に達していた。さらに細部に改修を加えつつ、1932年（昭和7年）12月に4輌、1933年（昭和8年）2月に2輌が完成した。性能はほぼ三屯牽引車と同等で、大幅な低価格化に成功した。

## 構造
車体前方にエンジンを配置し、中央部に操縦室、車体後部にウィンチを備える全装軌式車輛である。車体上に二列に座席が装備され、6名が搭乗できる。操縦席下部に主燃料タンクと補助燃料タンクを備え、携行燃料は180リットルである。毎時10kmで行動した場合、行動可能な時間は約10時間である。後部座席下部には纒絡機（ウィンチ）を収納した。外観上、側面は大きく開放されているが、後部座席の折り畳み式の幌を運転席前の風防へとかけわたすことができる。
エンジンはスミダD6A型水冷直列6気筒ガソリンエンジンを採用した。気筒内径は10cm、行程は13.5cm、圧縮比は4.9である。最大出力は毎分2,600回転時に98馬力を発揮した。通常出力は1,200回転で64馬力である。このエンジン前方にラジエーターと冷却ファンを設置した。冷却能力は夏季難路の使用に耐える能力を持っている。車体下のシャフトを介して車体中央部の変速機、操向変速機へと動力を伝達している。これにより後部の起動輪で無限軌道を駆動させた。また車体中央部の変速機からは車体床下のウィンチ用制動機へと動力が分配されており、これによりウィンチは荷重2.5tで荷物を引くことができた。ウィンチケーブルはドラムに20mが収容された。ウィンチ操作は運転座から行う。
操向にはクラッチ・ブレーキ式を採用した。クラッチは乾式多板である。片側の操向レバー（正式には操向連動制動機操縦槓桿と呼ばれる）を引くと、クラッチにより片側の走行装置への動力が遮断されて車体の向きを変えることができる。変速機は前進4段、後進1段を採用した。スターターは電動式のほかに手動装置を装備する。
走行装置は片側9個の転輪、誘導輪、起動輪、および5個の上部転輪で構成される。誘導輪の支持軸には、履帯のテンションを調整するため前後へ軸位置を移動できる機能が与えられている。懸架装置は板バネ式であり、4つの転輪を一組として重量を支持する。このほか、最前部に配置された第一転輪は、特に緩衝制御のための制御発条筒（バネを収めた筒）と接続されており、走行時の衝撃を干渉するよう設計されている。履帯は高マンガン鋼製の履板で構成され、走行時の少量ずつの給油の必要を排した。片側に60枚を使用した。
牽引能力は5t、また本車は牽引しつつ3分の1の坂を登ることができる。渡渉水深能力は40cmだった。

## ディーゼル化
ガソリンエンジンからディーゼルエンジンへの換装が行われた。この背景には戦車の燃料がディーゼル化されたことにより、戦列車両を全てディーゼルで統一しようという方針があった。本車も1935年（昭和10年）6月からディーゼルエンジン化が自動車工業株式会社（石川島自動車製作所）で行われた。同社は1934年（昭和9年）7月ごろから海外の各メーカーのディーゼルエンジンを調査していた。また実績として九二式重装甲車用のガソリンエンジンの開発にも成功していた。こうした技術的蓄積のほか、八九式中戦車用のディーゼルエンジンも参考に入れ、1936年（昭和11年）4月に空冷直列6気筒ディーゼルエンジンの開発に成功した。重量と性能はほぼ同一である。故障が少なく信頼性が高かった。1937年（昭和12年）10月に最終的な型式が決定された。ガソリンエンジン搭載型は甲型、ディーゼルエンジン搭載型は乙型と区別される。

## 欠点
履帯の外れやすさが問題となった。不整地、泥濘地での操向には細心の注意が必要で、テンション調整を行っても履帯が外れやすく、馬にひけをとったとみなされるほどであった。一度履帯が外れると修復には20分程度の時間を要した。

## 諸元
- 自重4.8t
- 全長3.55m
- 全幅1.80m
- 全高2.45m（幌展張）
- 最低地上高0.3m
- 牽引フック地上高0.55m
- ウインチ許容荷重2.5t
- 履帯接地長1.77m
- 履帯幅0.25m
- 接地圧0.52kg/平方cm
- 登坂能力3分の1
- 搭乗人員6名
- 受領数237輌（軍需工業動員法による昭和12年9月から昭和16年3月までの統計による）[3]